# James Ray Dixon

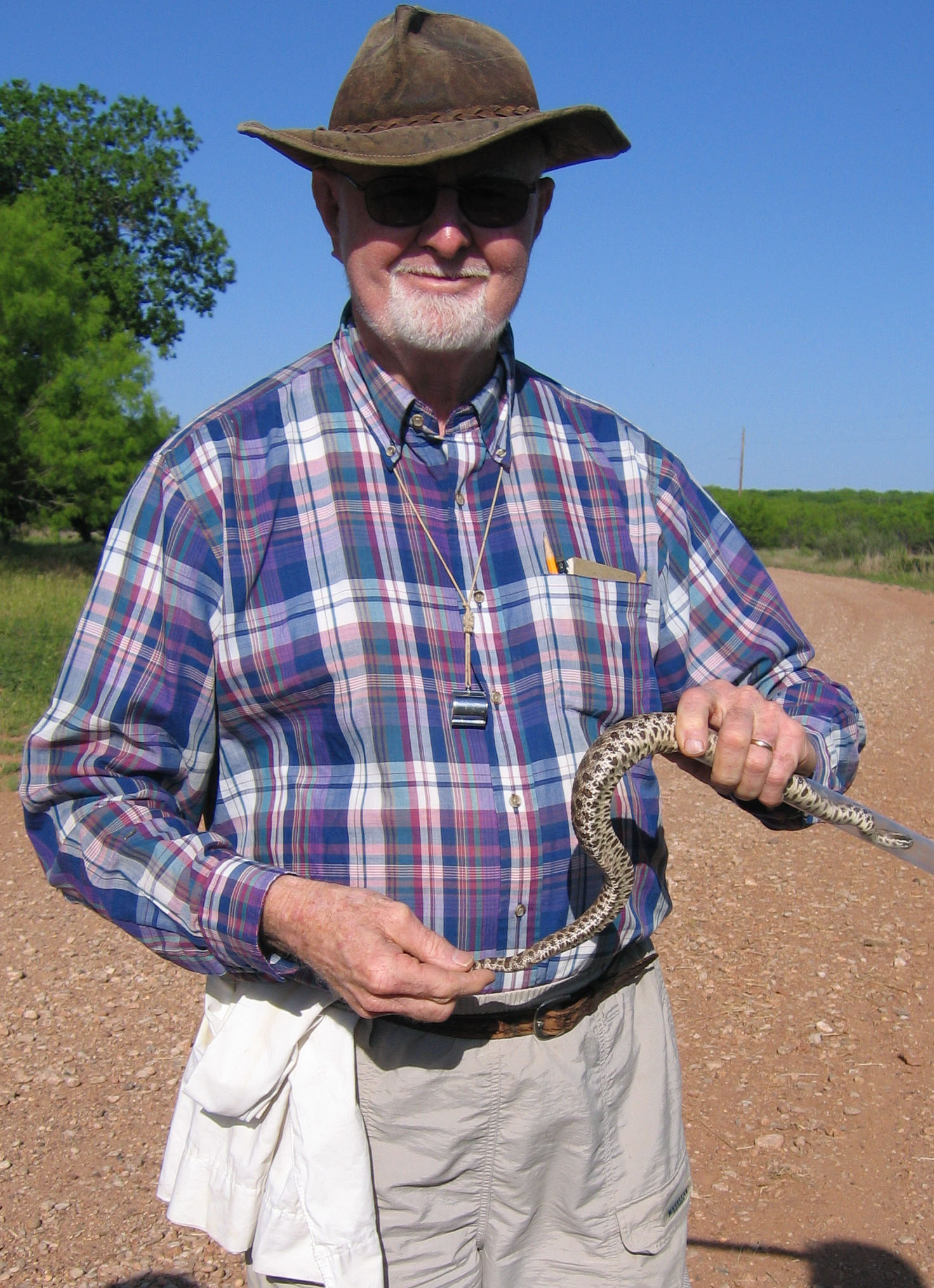
James Ray Dixon

James Ray Dixon (* 1. August 1928 in Houston, Texas; † 10. Januar 2015 in Bryan, Texas) war ein US-amerikanischer Herpetologe.

## Leben
Dixon wurde in Houston geboren und wuchs in El Campo, Texas auf. 1950 erlangte er seinen Bachelor-Abschluss in Biologie an der Howard Payne University in Brownwood, Texas. Zwischen 1951 und 1953 diente er bei den United States Marine Corps im Koreakrieg. Nach seiner Rückkehr in die Vereinigten Staaten wurde er in Kalifornien stationiert, wo er seine Frau Mary Ellen Finlay kennenlernte und 1953 heiratete. Aus dieser Ehe gingen fünf Kinder hervor. Von 1954 bis 1955 arbeitete Dixon als Kurator für Reptilien am Ross Allen Reptile Institute in Silver Springs, Florida. Anschließend studierte er Wildtierbiologie an der Texas A&M University (TAMU), wo er 1957 zum Master of Science graduierte. Von 1956 bis 1959 war er Dozent am Veterinär-College der Texas A&M University. Von 1959 bis 1961 hatte er eine Position als Wissenschaftlicher Assistent an der veterinärmedizinischen Abteilung der TAMU. 1961 promovierte er mit einer Dissertation über die Gattung Phyllodactylus zum Ph.D. Von 1961 bis 1965 arbeitete er als Wissenschaftlicher Assistent in der Abteilung für Wildtiermanagement der New Mexico State University in Las Cruces. Ferner war er Berater im New Mexico State Game and Fisheries Department. Von 1965 bis 1967 war Dixon Kurator der Herpetologischen Abteilung im Los Angeles County Museum und außerordentlicher Professor an der University of Southern California. 1967 kehrte er zur TAMU zurück, wo er zunächst außerordentlicher Professor am Department of Wildlife and Fisheries Sciences (DWFS) und 1971 zum Professor habilitiert wurde. 1995 wurde er Professor emeritus und Kurator emeritus. 1972 wurde er Kurator der Texas Cooperative Wildlife Collection (TCWC) und 1985 Chefkurator. 

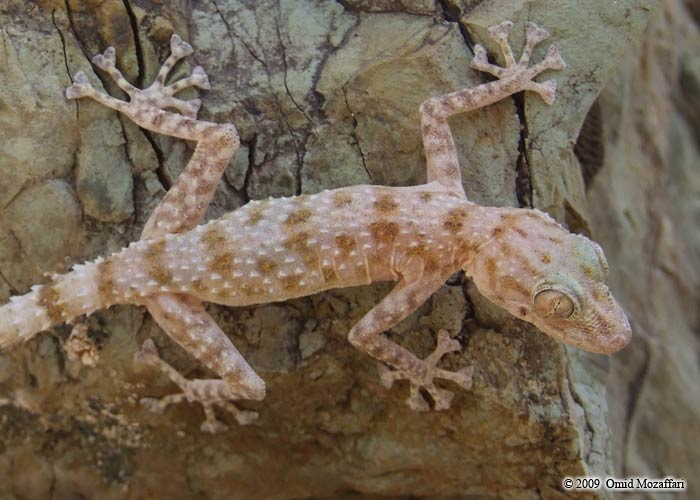
Von Dixon beschriebener Asaccus elisae

Zwischen 1952 und 2014 veröffentlichte Dixon über 300 wissenschaftliche Artikel, davon waren etwa 24 Prozent über Echsen, 37 Prozent über Schlangen und etwa 20 Prozent über regionale Herpetofaunen. Dixons anfängliches Interesse galt den Geckos, später spezialisierte er sich auf Schlangen. Dixon stellte die beiden Geckogattungen Crenadactylus (1964) und Asaccus (1973) auf und er beschrieb mehr als 50 neue Reptilien- und Amphibienarten.

## Dedikationsnamen
Dixon wird unter anderem mit den Arten Phyllodactylus dixoni, Thamnodynastes dixoni, Sceloporus dixoni und Eleutherodactylus jamesdixoni geehrt. 1997 wurde die Geckogattung Dixonius aufgestellt.

## Werke (Auswahl)
- Amphibians and Reptiles of Los Angeles County California, 1967
- Amphibians and Reptiles of Texas: With Keys, Taxonomic Synopses, Bibliography, and Distribution Maps, 1987 (Weitere Auflagen 2000 und 2013)
- Texas Snakes: Identification, Distribution, and Natural History, 2000
- Texas Snakes: A Field Guide, 2005